# Junkers Jumo 213
Lo Junkers Jumo 213 era un motore aeronautico a 12 cilindri motore a V invertita realizzato dalla tedesca Junkers Flugzeug und Motorenwerke AG ed entrato in produzione nel 1943. Evoluzione dal precedente Jumo 211 E, venne utilizzato in numerosi velivoli della Luftwaffe durante le fasi finali della seconda guerra mondiale.

## Storia
Lo sviluppo del precedente Jumo 211 aveva oramai acquisito quelle particolarità tecniche che lo avevano svantaggiato rispetto al suo concorrente diretto, il Daimler-Benz DB 601. La versione 211E aveva già beneficiato dell'impianto di raffreddamento pressurizzato, che si traduceva in una minore necessità di liquido e superfici di raffreddamento e di conseguenza un minore peso complessivo, essenzialmente per uno snellimento degli accessori esterni. Lo Jumo 213 nasce quindi con queste premesse, incorporando nel disegno quelle che nella precedente versione erano solo delle migliorie. Il nuovo motore risulta più leggero e compatto del precedente, in più, grazie ad alcune migliorie dovute alla razionalizzazione delle componenti interne ed un migliore livello di lavorazione, riusciva a raggiungere un regime di rotazione maggiore. Nonostante fossero da considerare una serie di interventi minori si riuscì ad ottenere un incremento di potenza dell'ordine di ben 500 CV facendo diventare lo Jumo 213 uno dei motori più richiesti della parte finale del conflitto.
Quando il Jumo 211 entrò in produzione, alla fine degli anni trenta, utilizzava un sistema di raffreddamento a liquido basato su un "ciclo aperto". L'acqua veniva pompata attraverso il motore per sottrargli calore, ma il sistema lavorava alla pressione dell'aria ambiente o di poco superiore. Dato che il punto di ebollizione dell'acqua dipende dalla pressione, questo significava che, come il velivolo saliva di quota, la temperatura dell'acqua di raffreddamento doveva essere tenuta più bassa per evitarne l'ebollizione, la qual cosa, al contempo, significava che l'acqua poteva assorbire meno calore dal motore prima di raggiungere il radiatore. Al contrario, il DB 601 usava un sistema pressurizzato che rimaneva a pressione costante qualsiasi fosse la quota al quale si trovasse o anche innalzando la temperatura di ebollizione a 110 °C. Ciò permetteva di impiegare meno acqua per sottrarre una pari quantità di calore, e ciò funzionava allo stesso modo a qualsiasi quota. Sebbene simile al 210 in vari aspetti, il DB 601 era più piccolo e più leggero del 211 e potendo lavorare a più alte potenze ed a più alte quote risultava più adatto alla progettazione dei caccia, relegando lo Jumo al ruolo "secondario" di equipaggiare bombardieri e velivoli da trasporto.
Alla Junkers non erano affatto entusiasti di questa situazione per cui ripresero gli studi, interrotti nel 1938, per produrre un sistema di raffreddamento pressurizzato. Gli esperimenti effettuati con successo sul 211 dimostrarono chiaramente che era possibile realizzare un motore più compatto ma che era possibile ottenere valori di potenza più elevati senza incorrere in problemi di surriscaldamento.
Ulteriori modifiche atte a rinforzare l'albero a gomiti e l'adozione di un turbocompressore a ventola intubata per incrementare la pressione di sovralimentazione sfociò nella versione 211F capace di erogare 1.340 CV (986 kW) a 2.600 giri/min contro i 1.000 CV (735 kW) al decollo a 2.200 giri/min dei primi Jumo 211A-0.
Ma questo era solo l'inizio. Dopo aver ridisegnato la struttura esterna al fine di ridurne l'ingombro ed accrescere le superfici di smaltimento, fu possibile aumentare ulteriormente la pressione di sovralimentazione in modo che il 213 riuscisse ad erogare 1.750 CV (1.287 kW) a 3.250 giri/min. Questo lo rese considerevolmente più potente del corrispondente DB 601E che erogava solamente 1.350 CV (993 kW) e capace circa della stessa potenza del più grande DB 603.
Hugo Junkers decise perciò, con un'abile operazione commerciale, di dotare il 213 degli stessi attacchi e stesse connessioni per poterlo proporre sul mercato come concreta alternativa al concorrente DB 603.
Il prototipo del 213A era già funzionante nel 1940 ma occorsero altri 3 anni per poterlo considerare pronto per la produzione in serie. Quando cominciò, nel 1943, il quantitativo di unità costruite era molto basso per la priorità data all'evasione degli ordini accumulati per il 211. Quando finalmente si poté dedicare la produzione interamente al nuovo motore, i bombardamenti alleati del 1944 distrussero ripetutamente le linee di produzione limitando il numero delle unità realizzate a 400-500 al mese per la maggior parte del periodo 1944-45
Dal 213A furono sviluppate una serie di evoluzioni anche prima dell'inizio della sua produzione in serie. Il 213B fu progettato per funzionare con il C3, un nuovo carburante sperimentale da 100 ottani, consentendo, grazie alle sue maggiori proprietà antidetonanti, l'ulteriore incremento della pressione di alimentazione con conseguente aumento della potenza al decollo, arrivata ora a circa 2.000 CV (1.471 kW. Il 213C era essenzialmente una versione in cui era stata ottimizzata l'organizzazione della componentistica secondaria, tra i quali il compressore, la pompa di lubrificazione ed altri, per consentire l'adozione di un cannone che potesse sparare attraverso il mozzo dell'elica, l'MK 108 da 30 mm denominato Motorkanone. La 213D adottava un nuovo compressore a tre velocità maggiormente efficiente nell'ottimizzare le prestazioni alle diverse quote ma questa versione venne subito accantonata.
Il più importante sviluppo venne ottenuto con la versione 213E e la similare 213F. Vennero dotati di un nuovo compressore a due stadi e due velocità che ne migliorava nettamente le prestazioni ad ogni quota. L'unica differenza tra i due modelli era che nel modello E montava un intercooler per ottimizzare le prestazioni ad alta quota, mentre nel modello F veniva rimosso e questo lo rendeva adatto a quote operative leggermente inferiori. Queste due versioni furono molto richieste per equipaggiare i velivoli dell'ultima parte del secondo conflitto mondiale, tra i quali spiccano i rimotorizzati Focke-Wulf Fw 190 D e la sua evoluzione come intercettore d'alta quota, il Ta 152 H, oltre agli Junkers Ju 188 e Ju 388.
La più sostanziale evoluzione del progetto è stata la versione 213J che ha adottato una distribuzione a quattro valvole per cilindro in luogo delle precedenti tre delle altre versioni, aumentandone l'efficienza volumetrica ma non fu possibile avviarla alla produzione prima della fine della guerra. Altre versioni sperimentali furono la 213S ottimizzata per bassa quota e la 213T dotata di turbocompressore.

## Versioni
- Jumo 213A - prima versione standard di serie prodotta nel 1940.
  - Jumo 213A-1 - dotato di compressore a due stadi. Potenza al decollo 1.750 CV (1.287 kW), 2.100 CV (1.545 kW) con sistema MW 50
  - Jumo 213AG-1 - prototipo basato sulla versione A-1 dotato di compressore ad uno stadio.
- Jumo 213B
  - Jumo 213B-0 - prototipo basato sulla versione A-1 alimentato da carburante C3 da 100 ottani. Potenza al decollo circa 2.000 CV (1.471 kW) con un livello medio di pressione di sovralimentazione.
- Jumo 213C - versione standard definitiva
  - Jumo 213C-1 - versione basata sulla A-1. Giova dell'ottimizzazione della componentistica per poter installare un cannone attraverso l'asse del motore (Motorkanone).
- Jumo 213D
  - Jumo 213D-0 - prototipo basato sulla versione C-1 dotato di compressore a tre velocità.
- Jumo 213E
  - Jumo 213E-0 - prototipo da alta quota basato sulla versione A-1, alimentato da carburante C3 e dotato di compressore a due stadi e due velocità con intercooler. Potenza al decollo 1.750 CV (1.287 kW), 2.050 CV (1.508 kW) con sistema MW 50
  - Jumo 213E-1 - versione di serie basata sulla E-0 ma alimentata da carburante B4 da 84 ottani.
- Jumo 213F
  - Jumo 213F-1 - simile alla versione E-1 ma senza intercooler.
- Jumo 213J - prototipo dotato di distribuzione a 4 valvole per cilindro.
- Jumo 213S - prototipo ottimizzato per voli a bassa quota.
- Jumo 213T - prototipo dotato di turbocompressore.

## Velivoli utilizzatori
Germania
- Blohm und Voss BV P193 (prototipo)
- Dornier Do 435 (prototipo)
- Dornier Do P.247 (prototipo)
- Dornier Do P.252 (prototipo)
- Focke-Wulf Fw 190 D
- Focke-Wulf Ta 152
- Focke-Wulf Ta 153 (prototipo)
- Focke-Wulf Ta 154
- Heinkel He 100
- Heinkel He 111 H-21 e H-23
- Heinkel He 277
- Junkers Ju 88
- Junkers Ju 187 (prototipo)
- Junkers Ju 188
- Junkers Ju 388
- Messerschmitt Me 209-II (prototipo)
- Messerschmitt Me 410 C